# 考勒乡
考勒乡，是中华人民共和国甘肃省临夏回族自治州东乡族自治县下辖的一个乡镇级行政单位。

## 行政区划
考勒乡下辖以下地区：
三塬村、坡根村、河西村、岘子村、八十个村和当土村。